# Primula leptophylla
Primula leptophylla är en viveväxtart som beskrevs av William Grant Craib. Primula leptophylla ingår i släktet vivor, och familjen viveväxter. Inga underarter finns listade i Catalogue of Life.